# Szolóni alkotmány

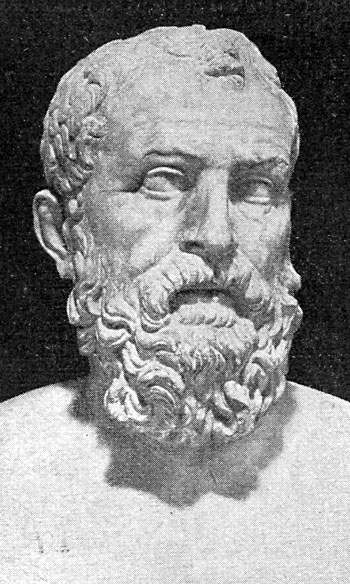
Szolón

A szolóni alkotmány i. e. 594-ben került bevezetésre, amikor is Athénban Szolónt választják arkhónnak és egyben közvetítőnek a démosz és az arisztokrácia között. Ez utóbbira azért volt szükség, mert a két réteg közötti vagyoni és jogi ellentétek a végsőkig feszítették a húrt. Maga a forrás, ahonnan az alkotmányt ismerjük, Arisztotelésztől származik, és az "Az athéni állam" címet viseli. 
Arisztotelész különböző államformákról és államokról szóló műveit az i. e. IV. században írta, amikor a poliszrendszer válsága megkezdődik, illetve a hellenizmus csírái megjelennek. Tehát Arisztotelész már "nosztalgiával" tekint vissza egy nemlétező, jobb államformára.

## Az adósrabszolgaság eltörlése
Szolón eltörölte a démosz legnagyobb sérelmét, az adósrabszolgaságot, vagyis minden adósrabszolgát fölszabadítottak, akiket pedig eladtak külföldre, azokat az állam költségén visszavásároltak. Eltörölte az adósságokat mind az állammal, mind az egyénnel szemben. Ezt nevezik másképpen teherlerázásnak, mert mindenkinek elengedték a tartozását. Ez vonatkozott azokra is, akiket fizetőképtelenségük miatt földjüktől fosztottak meg, ők most visszakapták birtokukat.

## Jövedelem alapján történő besorolás
Szolón alkotmányának talán leglényegesebb része a lakosságnak a négyévenkénti osztályokba való sorolása. Ez a feladat az Areioszpagoszra hárult, ami a lakosokat évi jövedelmük alapján rangsorolta. Az első osztály az ötszázmérősöké volt, azoké, akiknek éves jövedelme meghaladta az ötszáz mérő gabonát. A második osztályt a lovagok (hippeisz) alkották, az ő évi jövedelmük háromszáz és ötszáz mérő között ingadozott. A következő osztály a zeugitészeké (ökörfogatosok), akik éves jövedelme kétszáz és háromszáz mérő gabona között mozgott. A legszegényebb réteg a thészek osztályát alkotta, akik éves jövedelme nem haladta meg a kétszáz mérő gabonát. E besorolás szerint történt az adófizetés, a tisztségviselés és a katonáskodás egyaránt. Erre azért volt szükség, mert sem a tisztségek betöltéséért, sem a katonáskodásért nem járt fizetség, mindenkinek a saját jövedelméből kellett megélnie. A hadseregben az első két osztály adta a lovasságot, a harmadik a nehézfegyverzetű gyalogságot, a negyedik pedig a könnyűfegyverzetű gyalogságot. Tisztségviselőket csak az első három, arkhónokat pedig kizárólag az első osztályból választottak. Eme besorolás miatt nevezzük a szolóni alkotmányt timokratikusnak. A szó azt jelenti, hogy az egyénnek a jogai a vagyonától függenek, vagyis a gazdagok érdekeit szolgálja, ugyanis az első osztályokba ebből kifolyólag már nem csak az arisztokraták tartoztak, hanem a gazdag kereskedők és iparosok is.

## Az alkotmány további rendelkezései
Szolón lehetővé tette a negyedik osztálynak is a népgyűlésen való részvételét, így ez a szerv vált a legfontosabbá, mert itt bárki felszólalhatott, továbbá ha valakit megalapozottan sérelem ért, az elégtételt követelhetett, valamint létrehozta az esküdtbíróságot, ahova bárkinek joga volt fellebbezni, amivel a démosz kiszolgáltatottságát csökkentette az arisztokráciával szemben. További rendelkezése volt még, hogy ha Athénban viszály van, és valaki nem áll ki egyik oldal mellett sem, akkor azt fosszák meg polgárjogaitól és száműzzék.
Az arisztokratikus Areioszpagosz ellensúlyozására létrehozta az 500-ak tanácsát, a bulét, amit a népgyűlés választott meg az első három vagyoni osztály tagjai közül úgy, hogy minden hagyományos ión-attikai phüléből választottak 100-100 tagot.

## Az alkotmány értékelése

### Szolón nézetei
Szolón, mint az öndicsőítő költeményeiből is kiderül, olyan alkotmányt tartott ideálisnak és az egyedüli helyesnek, ahol az ember szabad, az egyénnek joga és kötelessége a véleménynyilvánítás, de az illető felelősségre vonható szavaiért és tetteiért, vagyis a közösség és az egyén viszonya kölcsönös.

### Arisztotelész nézetei
Arisztotelész Szolón legfontosabb intézkedésének az adósrabszolgaság eltörlését tartotta, majd ezalá rangsorolta az elégtétel követelését és az esküdtbíróság felállítását. Arisztotelész 158 államról írt elemzést, és következtetései alapján arra jutott, hogy az a rendszer a legjobb, ahol az arisztokrácia van hatalmon. Mivel a szolóni alkotmány timokratikus, ezért Arisztotelész ezt még nem tartja tökéletesnek, de már közel jár hozzá, hiszen az arisztokrácia és a démosz közötti éles ellentéteket nagyrészt megoldotta, viszont helyette egy burkoltabb gazdagok-szegények ellentét jelentkezik, nagyjából az egész közösség érdekeit szolgálja, csak a gazdagabbakét valamivel jobban. Arisztotelész szerint az a tökéletes alkotmány, amelyiknél minden a közösség érdekeit szolgálja és nem egy kiválasztott, szűk csoportét. Arisztotelész a legjobbnak a királyságot (olyan monarchia, ami a közérdekre tekintettel van) és az arisztokráciát (olyan királyság, ahol a legjobbak uralkodnak, vagy ahol minden a közösség érdekében történik) tartja. Ezt követi a timokrácia, ahol a nép gyakorolja a hatalmat. Mindezeknek az államformáknak léteznek korcs formáik is, ezek rendre a türannisz, az oligarchia és a demokrácia. Arisztotelész szerint a szolóni timokrácia egy jó államforma, ennek megfelelően nem is bírálja.
Arisztotelész az államról szóló művei a kortársak körében igen népszerűek voltak, hiszen a poliszrendszer válságát valahogyan meg kellett oldani, úgy, hogy a görögök lakta területen ne nőjön a makedón befolyás (viszont Nagy Sándor nevelője Arisztotelész volt), az arisztokratáknak nyilván kapóra jöttek a filozófus nézetei, mert ő az arisztokráciát tartotta tökéletesnek szemben a démosz által követelt demokráciával, mert ebben Arisztotelész szerint csak a vagyontalanok járnak jól. Ilyen szempontból tehát a forrás befolyásolta a korabeliek gondolkodását és a társadalmi viszonyokról kialakított képüket.